# 川崎市立小杉小学校
川崎市立小杉小学校（かわさきしりつ こすぎしょうがっこう）は、神奈川県川崎市中原区小杉町2丁目にある公立小学校。

## 概要
- 本校は川崎市内では11年ぶりの新設校[1]であり、平成時代最後に開校した小学校である。

## 沿革
出典
- 2019年（平成31年・令和元年）
  - 1月 - 校舎竣工[3]。
  - 3月23日 - 校舎竣工式を本校アリーナで挙行[1]。
  - 4月1日 - 開校。
  - 4月4日 - 入校式挙行。
  - 4月5日 - 始業式と第1回入学式挙行。最初の新入生は102名。この新入生を含め、全校児童475名でスタートを切った[1]。
  - 6月1日 - 第1回運動会開催。
- 2020年（令和2年）
  - 1月25日 - 開校記念式典挙行。
  - 3月19日 - 第1回卒業証書授与式挙行。

## 通学区域
出典
- 中原区
  - 小杉町2丁目（全域）
  - 小杉町3丁目（全域）

## 進学先中学校
出典
- 川崎市立中原中学校 - 小杉町2丁目から通う児童の主な進学先中学校
- 川崎市立今井中学校 - 小杉町3丁目から通う児童の主な進学先中学校

## 学校周辺
- こすぎ公園 - 敷地が隣接。
- アイン武蔵小杉北保育園
- 日本医科大学武蔵小杉病院
- 大西学園中学校・高等学校
- 大西学園幼稚園・小学校
- 川崎新丸子郵便局
- 東急新丸子駅
- JR・東急武蔵小杉駅
- 武蔵小杉駅周辺については、武蔵小杉駅#駅周辺も参照。

## 交通
- 東急電鉄東横線・目黒線新丸子駅（西口）から、徒歩約610m・約9分。
- JR東日本南武線、東急電鉄東横線・目黒線武蔵小杉駅（北口）から、徒歩約710m・約11分。
- 川崎市営バス「杉40」・「溝05」の各系統で、小杉二丁目バス停下車後徒歩400m・約5分